# Saint-Clet (Quebec)
Saint-Clet es un municipio de la provincia de Quebec en Canadá. Es una de los municipios que conforman el municipio regional de condado de Vaudreuil-Soulanges en la región de Vallée-du-Haut-Saint-Laurent en Montérégie.

## Geografía
Saint-Clet se encuentra ubicada al centro del MRC de Vaudreuil-Soulanges. Los municipios vecinos son Saint-Lazare al norte, Les Cèdres al este, Coteau-du-Lac al sur, Saint-Polycarpe al suroeste, Sainte-Justine-de-Newton al oeste y Sainte-Marthe al noroeste. El área total del municipio es de 39,2 km². El municipio está ubicado en la planicie del San Lorenzo.

## Historia
El señorío de Soulanges, cuyo territorio incluye el actual Saint-Clet, fue creado y concedido a Pierre-Jacques de Joybert de Soulanges et de Marson en 1702, durante el periodo de la Nueva Francia. La comunidad de Saint-Clet fue creada en 1855. El actual municipio fue constituido en 1974 por la reunión de los municipios de parroquia y de pueblo de Saint-Clet.

## Política
|          | 2009-2013                                                                                   |
| Alcalde  | Nicole Loiselle                                                                             |
| Consejos | Daniel Beaupré Jacques Besner Sylvain Bourbonnais Réjean Lavigne Bernard Roy Puesto vacante |

Saint-Clet forma parte de la circunscripción electoral de Soulanges a nivel provincial y de Vaudreuil-Soulanges a nivel federal.

## Demografía
Según el censo de Canadá de 2011, había 1738 personas residiendo en este municipio con una densidad de población de 44,3 hab./km². La población aumentó de 0,8% entre 2006 y 2011. El número total de inmuebles particulares resultó ser de 710, de los que 689 se encontraban ocupados por residentes habituales.
Población total, 1986-2011
| Año  | Población | Variación (%) |
| ---- | --------- | ------------- |
| 2011 | 1738      | 0,8 %         |
| 2006 | 1725      | 6,9 %         |
| 2001 | 1613      | 5,8 %         |
| 1996 | 1524      | 9,8 %         |
| 1991 | 1388      | 23,4 %        |
| 1986 | 1125      | .             |